# Chindongo demasoni
Espèce
Statut de conservation UICN

 VU D2 : Vulnérable
Chindongo demasoni est une espèce est-africaine de poisson de la famille des cichlidé, originaire du lac Malawi.

## Description
Il fait partie des M'bunas, cichlidés du lac Malawi (espèce endémique). Facile à reconnaître grâce à sa couleur bleu électrique et ses lignes verticales de couleur noir. Il mesure à taille adulte de 6 à 8 cm. Le mâle est généralement un peu plus grand et plus foncé que la femelle (seul dichromatisme sexuel). 
Son comportement est très agressif et très territorial.

## Reproduction
La femelle est apte à la reproduction dès qu'elle atteint la taille de 5 cm. Les œufs sont pondus et fécondés sur le sol. Ils sont ensuite récupérés par la femelle dans sa cavité buccale (incubation buccale). 

## Galerie de photos

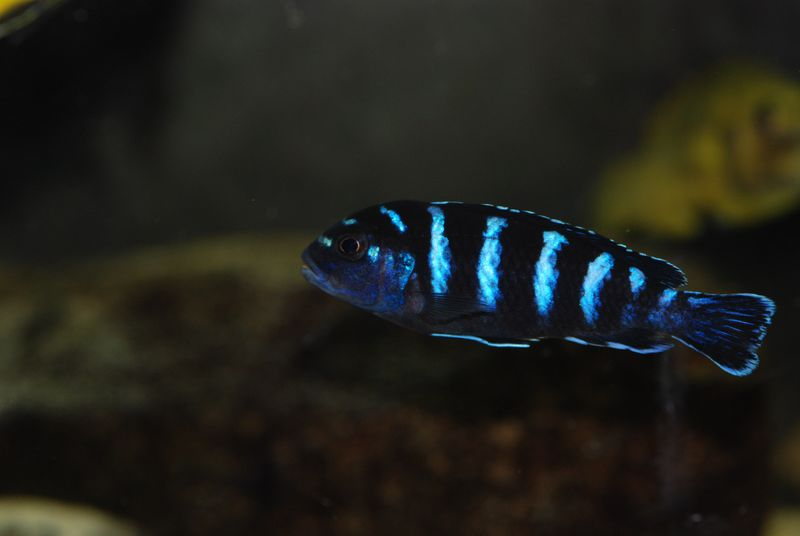
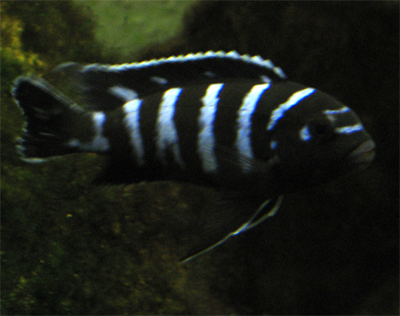